# Liste des évêques de Quelimane
Liste des évêques de Quelimane
Le diocèse de Quelimane (en) (Dioecesis Quelimanensis) a été érigé le 6 octobre 1954, par détachement d'une portion de territoire du diocèse de Beira.

## Sont évêques
- 6 février 1955-23 décembre 1975 : Francisco Nunes Teixeira (de)
- 31 mai 1976-10 mars 2007 : Bernardo Governo
- à partir du 25 janvier 2008 : Hilário da Cruz Massinga (pt)
- au 5 février 2025 : vacant

## Sources
- L'ANNUAIRE PONTIFICAL, sur le site http://www.catholic-hierarchy.org, à la page